# Aïn El Ibel
Aïn El Ibel (în arabă عين الابل) este o comună din provincia Djelfa, Algeria.
Populația comunei este de 28.406 locuitori (2008).